# Moord of zelfmoord
Moord of zelfmoord is een Nederlands reportageprogramma dat uitgezonden werd door SBS6, waarin misdaadjournalist Kees van der Spek samen met advocaat Sébas Diekstra zaken die door politie zijn bestempeld als zelfmoord op verzoek van nabestaanden, die twijfels hebben bij deze conclusie, opnieuw onder de loep nam. Hij bestudeerde het dossier, bezocht de plaats delicten en sprak opnieuw met getuigen. Aan het eind van de aflevering deelde Van der Spek de resultaten van zijn onderzoek met de nabestaanden, en concludeerde of het moord of toch zelfmoord was.

## Seizoenen

### Overzicht
| Seizoen | Uitzenduren             | Aantal afleveringen | Start seizoen   | Start seizoen | Einde seizoen    | Einde seizoen | Gemiddelde kijkcijfers |
| Seizoen | Uitzenduren             | Aantal afleveringen | Datum           | Kijkcijfers   | Datum            | Kijkcijfers   | Gemiddelde kijkcijfers |
| ------- | ----------------------- | ------------------- | --------------- | ------------- | ---------------- | ------------- | ---------------------- |
| 1       | Zondag 20:00 – 21:00    | 5                   | 8 januari 2017  | 705.000       | 5 februari 2017  | 840.000       | 781.000                |
| 2       | Donderdag 20:30 – 21:30 | 6                   | 11 januari 2018 | 511.000       | 15 februari 2018 | 634.000       | 521.500                |

### Seizoen 1 (2017)
| Aflevering (seizoen) | Aflevering (serie) | Titel             | Datum           | Kijkcijfers |
| -------------------- | ------------------ | ----------------- | --------------- | ----------- |
| 1                    | 1                  | Bryan             | 8 januari 2017  | 705.000     |
| 2                    | 2                  | Patrick Bruggeman | 15 januari 2017 | 825.000     |
| 3                    | 3                  | Jim               | 22 januari 2017 | 752.000     |
| 4                    | 4                  | Eline Melters     | 29 januari 2017 | 783.000     |
| 5                    | 5                  | Anil              | 5 februari 2017 | 840.000     |

### Seizoen 2 (2018)
| Aflevering (seizoen) | Aflevering (serie) | Titel                    | Datum            | Kijkcijfers |
| -------------------- | ------------------ | ------------------------ | ---------------- | ----------- |
| 1                    | 6                  | Jessica van Room         | 11 januari 2018  | 511.000     |
| 2                    | 7                  | Wilfred Mambi            | 18 januari 2018  | 484.000     |
| 3                    | 8                  | Samantha van Poppel      | 25 januari 2018  | 515.000     |
| 4                    | 9                  | Stephen Dixon            | 1 februari 2018  | 492.000     |
| 5                    | 10                 | De Zwarte Weduwe, deel 1 | 8 februari 2018  | 493.000     |
| 6                    | 11                 | De Zwarte Weduwe, deel 2 | 15 februari 2018 | 634.000     |